# Cours (Lot)
Cours (okzitanisch Corts) ist eine Ortschaft und eine Commune déléguée in der französischen Gemeinde Bellefont-La Rauze mit 289 Einwohnern (Stand 1. Januar 2022) im Département Lot in der Region Okzitanien. Die Commune déléguée umfasst 17,05 Quadratkilometer. 
Mit Wirkung vom 1. Januar 2017 wurde sie mit Laroque-des-Arcs und Valroufié zur Commune nouvelle Bellefont-La Rauze zusammengelegt, wo sie nunmehr über den Status einer Commune déléguée verfügt.

## Lage
Nachbarorte sind Francoulès im Nordwesten, Nadillac im Norden, Cras im Nordosten, Cabrerets im Osten, Vers im Süden und Valroufié im Westen. 

## Bevölkerungsentwicklung
| Jahr      | 1962 | 1968 | 1975 | 1982 | 1990 | 1999 | 2005 | 2014 |
| --------- | ---- | ---- | ---- | ---- | ---- | ---- | ---- | ---- |
| Einwohner | 169  | 158  | 140  | 166  | 214  | 233  | 257  | 288  |